# Веселотарасовский сельский совет
Веселотарасовский сельский совет (укр. Веселотарасівська сільська рада) — входит в состав Лутугинского района Луганской области Украины.

## Населённые пункты совета
- с. Весёлая Тарасовка
- с. Гаевое

## Адрес сельсовета
92009, Луганская обл., Лутугинский р-н, с. Весёлая Тарасовка, ул. Колхозная, 5; тел. 96-5-43